# Mário Cristina de Sousa
Mário Cristina de Sousa (1946 –) é um político português que foi ministro da Economia entre 14 de setembro de 2000 e 3 de julho de 2001, no segundo governo de António Guterres. Antes de ser ministro foi presidente da EDP. Licenciou-se em Economia pelo Instituto de Ciências Económicas e Financeiras e, ao longo da sua carreira, passou por cargos na CUF, EMMA, EDP, Cimpor, Grupo Vista Alegre, entre outros.